# Заборонені пісеньки
«Заборонені пісеньки» (пол. Zakazane piosenki) — польський музичний художній фільм 1946 року режисера Леонарда Бучковського за сценарієм Людвіка Старського. У фільмі продемонстрована антинімецька і партизанська музична творчість часів Другої світової війни, одночасно стрічка показує в епізодах історію нацистської окупації від вересневої капітуляції і до вступу Червоної армії до Варшави. Показані у фільмі пісні переважно базуються на автентичній творчості вуличних співаків та дворових оркестрів.
Спершу творці планували відзняти середньометражний документальний музичний фільм, але після завершення зйомок у 1946 році було вирішено розширити його до повнометражної версії та додати художній сюжет. Таким чином «Заборонені пісеньки» стали першим повнометражним фільмом, знятим у Польщі після Другої світової війни. Прем'єра фільму відбулася в 1947 році. Він був популярним в аудиторії, але критика закидала стрічці фальшування окупаційної реальності та применшення тогочасних німецьких звірств. У зв'язку з цим фільм було знято з прокату і відправлено на переробку. Змінена версія, в якій більше акцентувалися жахіття воєнного часу, вийшла на екрани в 1948 році. Вона теж виявилася дуже популярною. До початку XXI століття фільм у кінотеатрах переглянуло близько 15 мільйонів осіб.

## Історія та умови повстання фільму

### Середньометражна версія

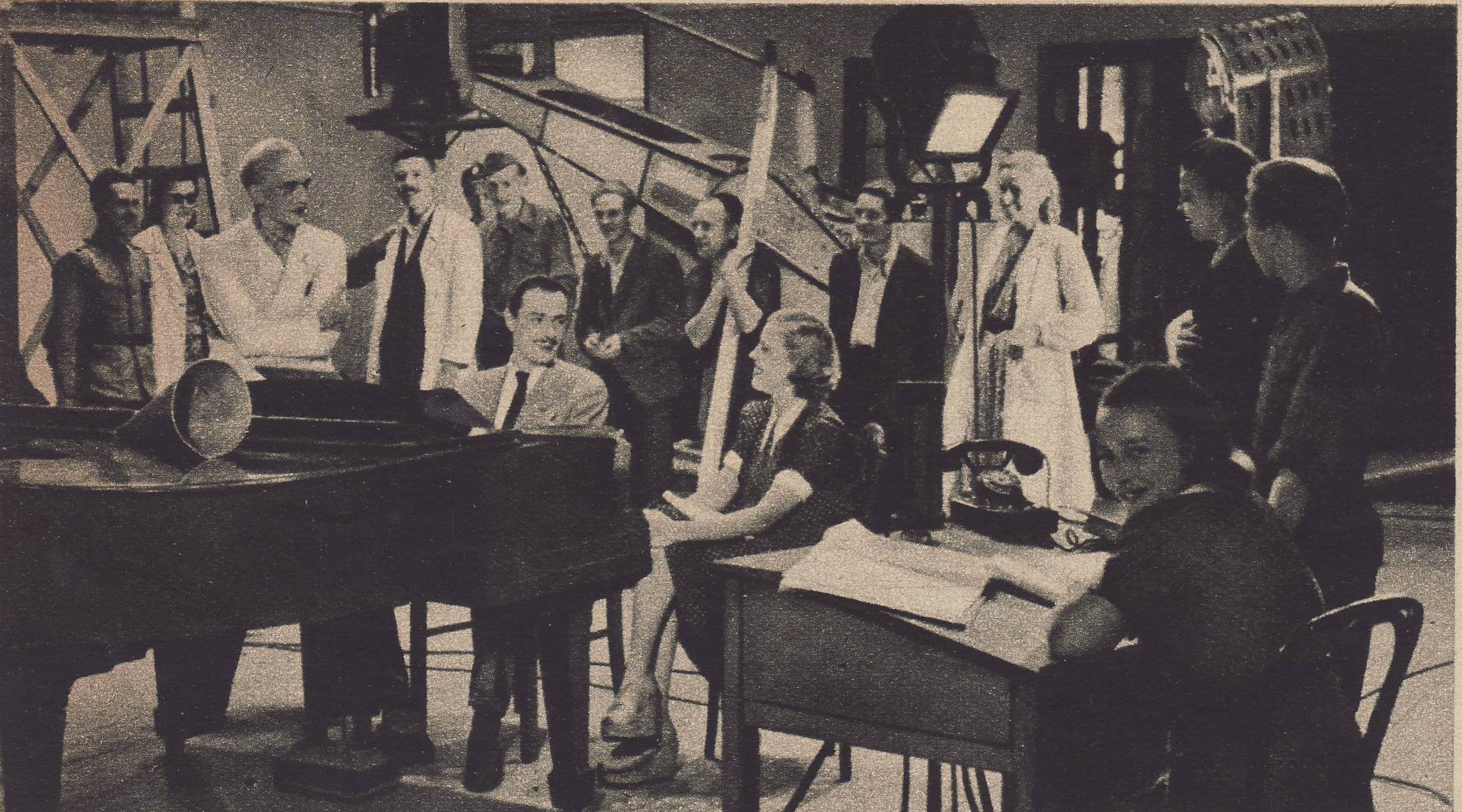
Кадр із фільму з Єжи Душинським

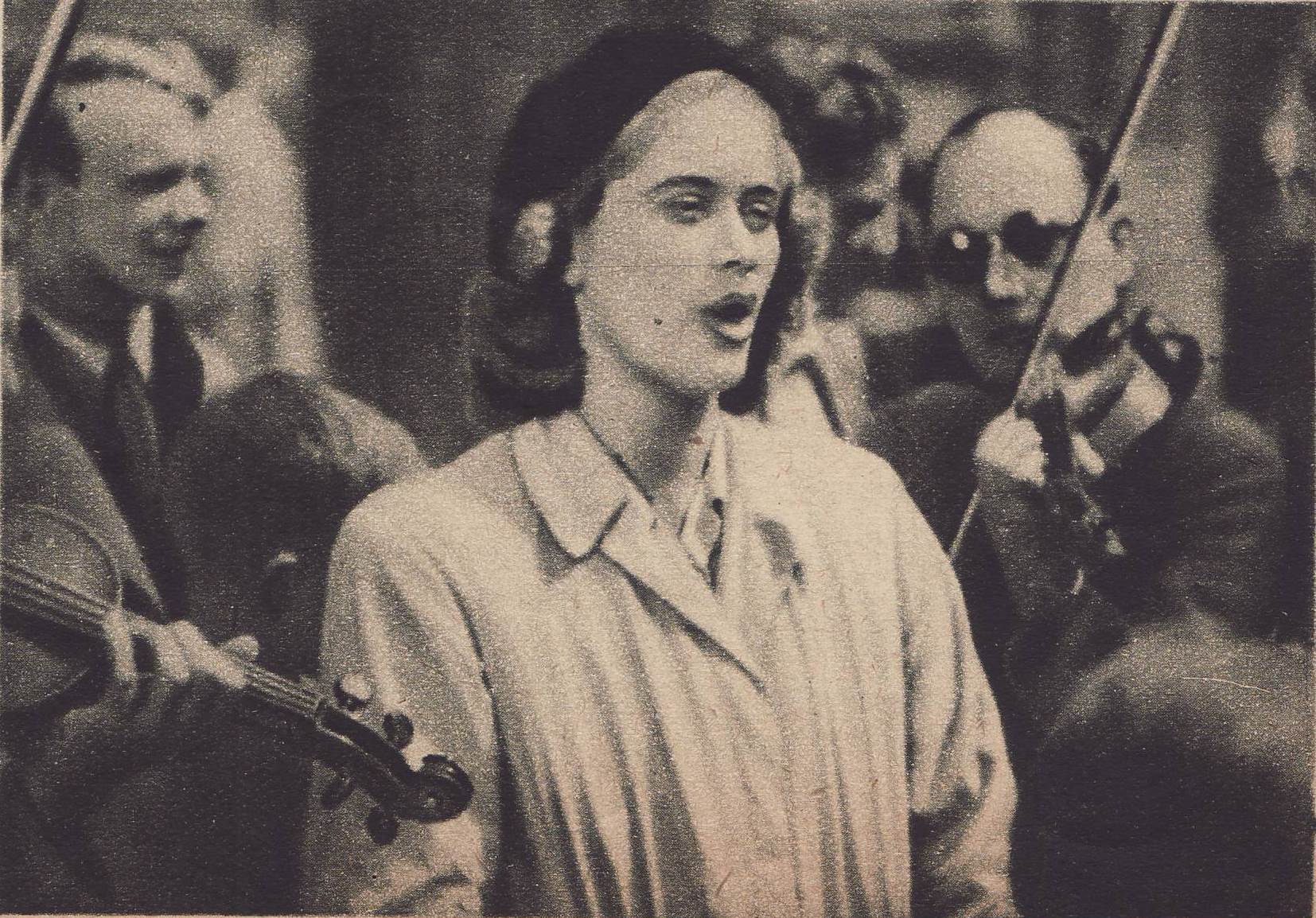
Кадр із фільму з Аліною Яновською

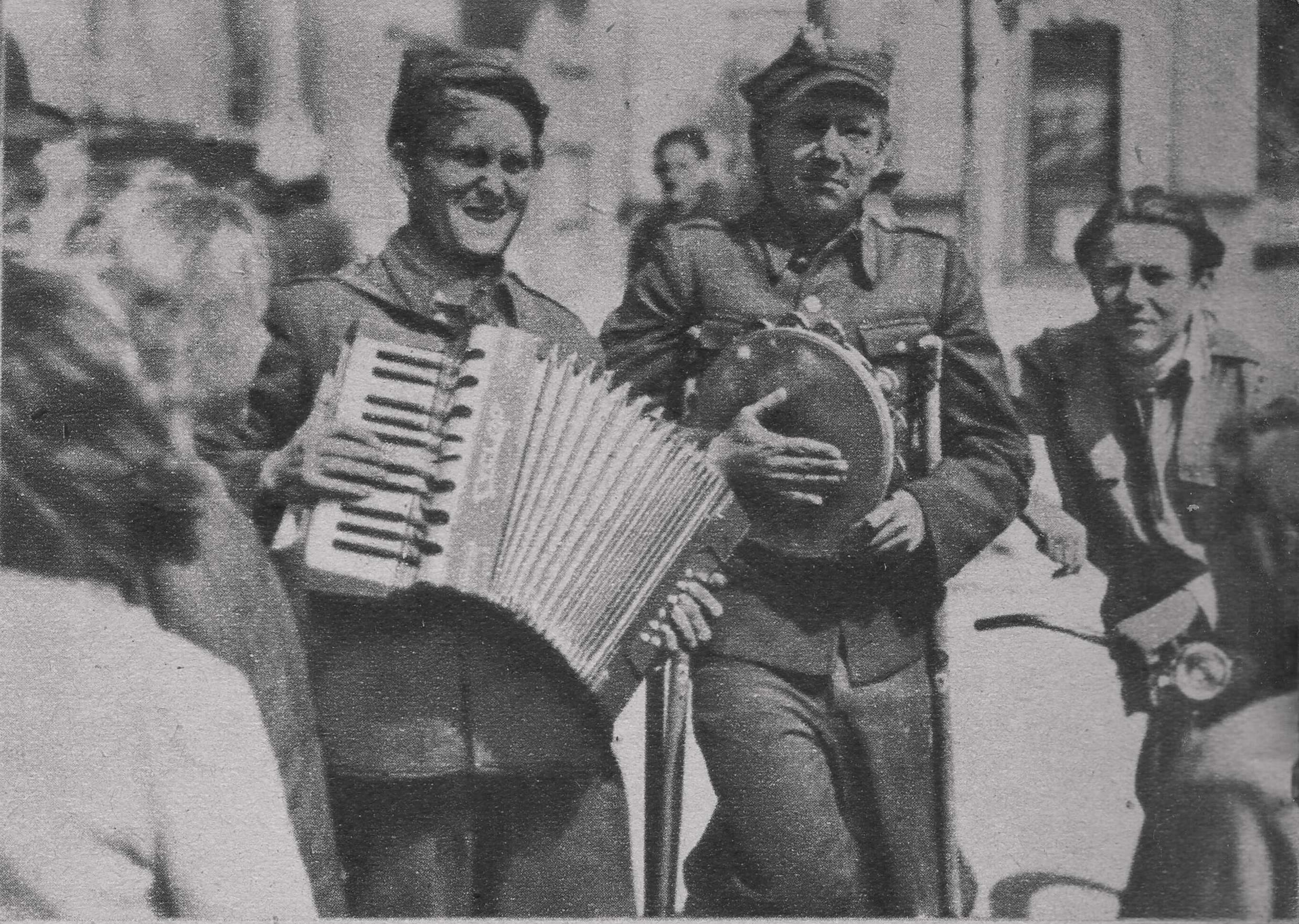
Кадр із фільму з Леоном Пєтрашкєвічем та Чеславом Пясковським

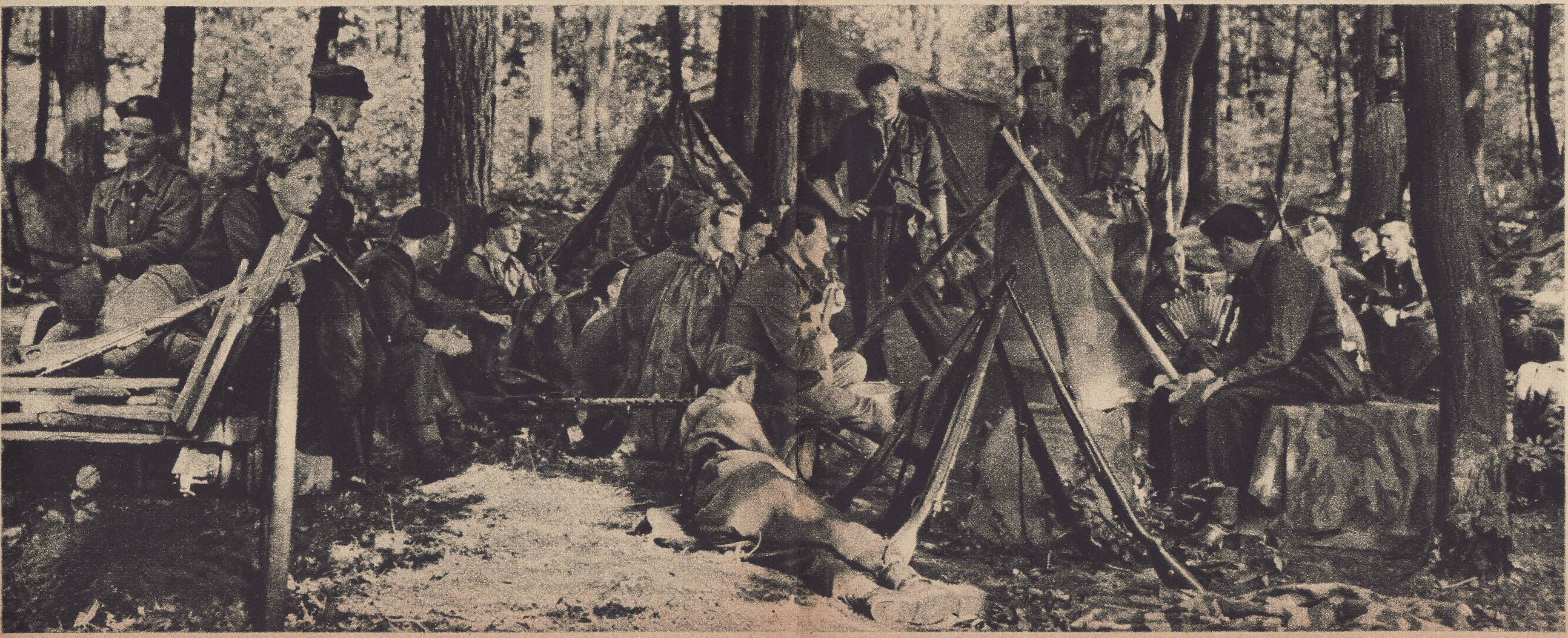
Кадр із фільму

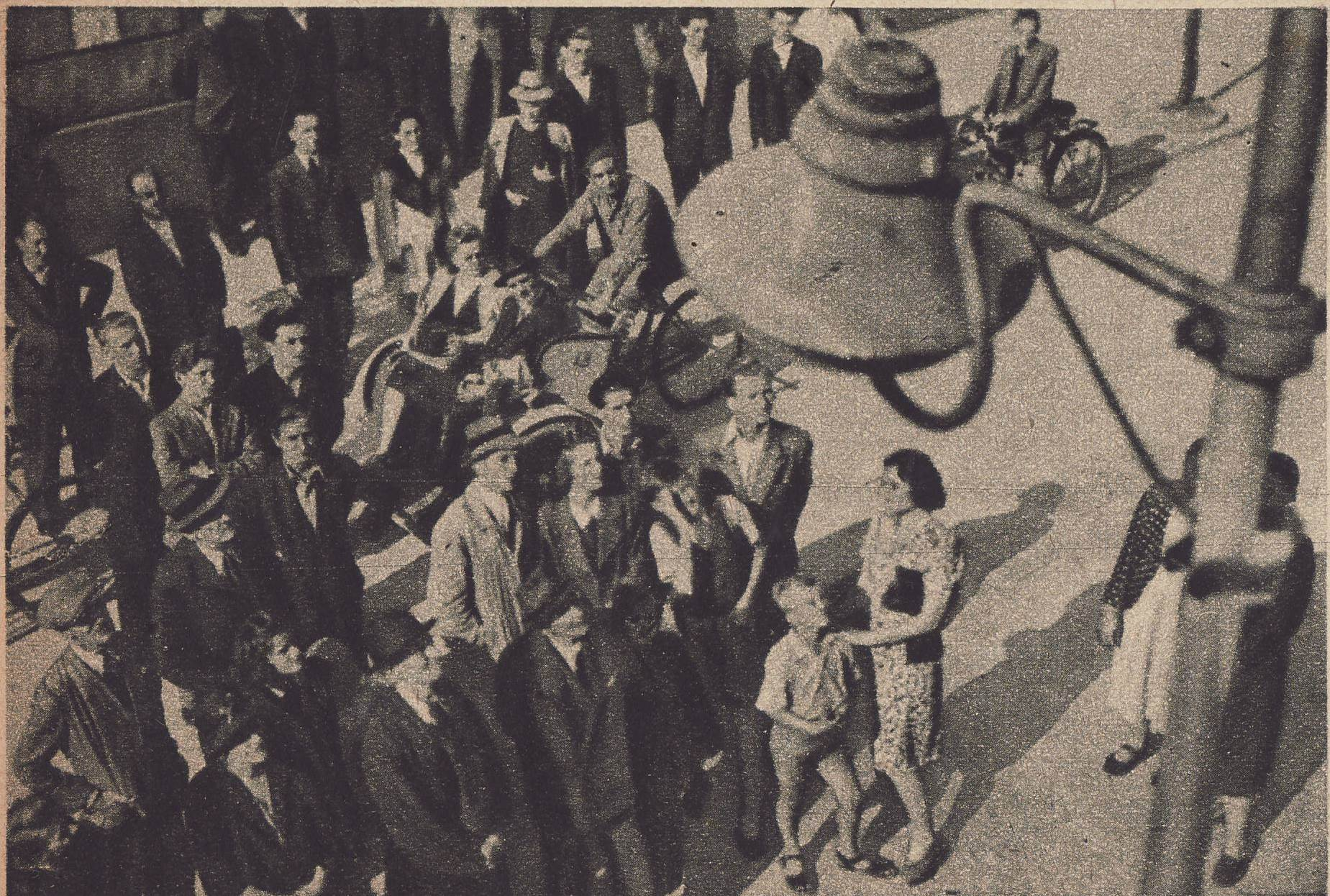
Кадр із фільму

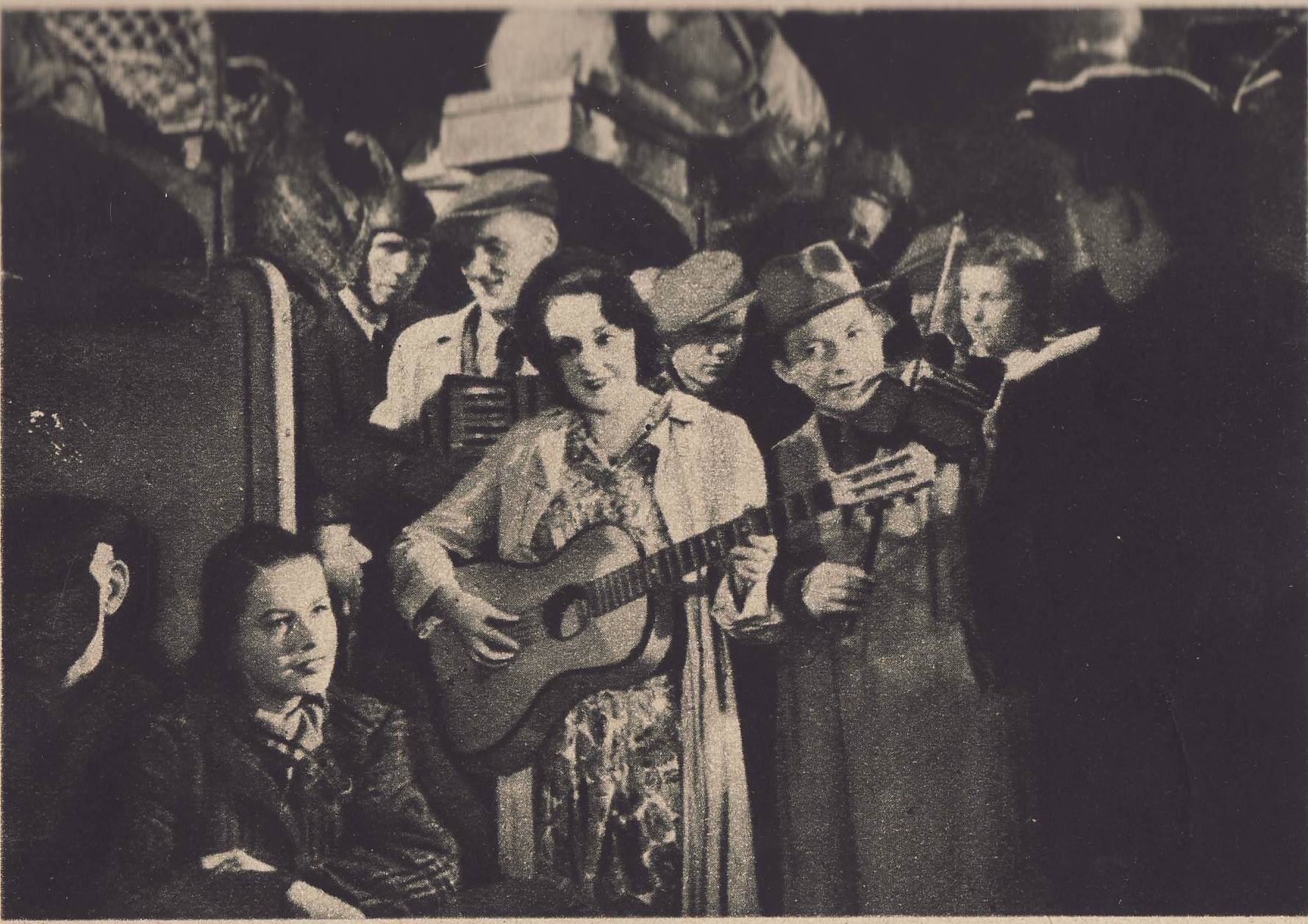
Кадр із фільму

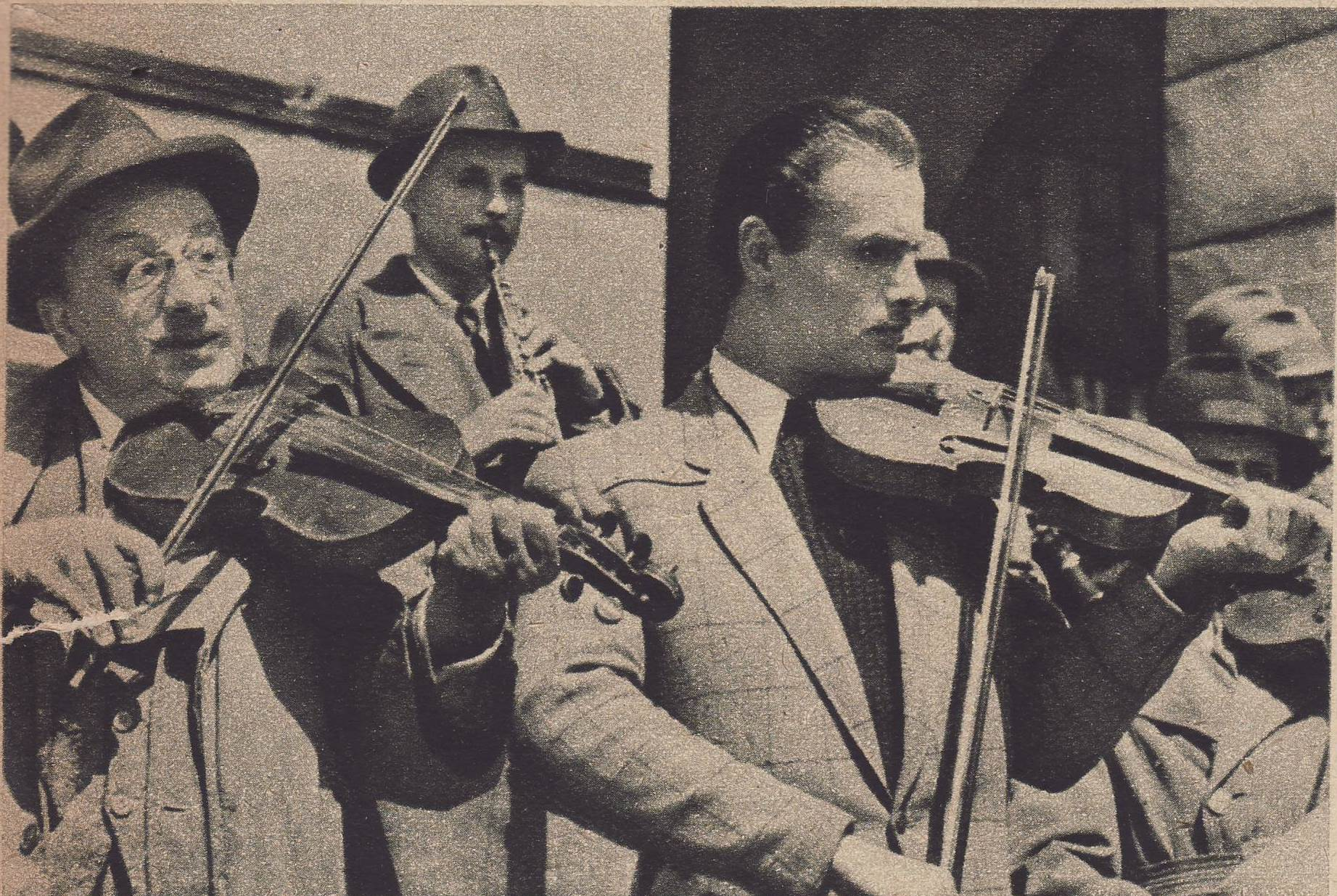
Кадр із фільму

Спершу Людвік Старський планував у співпраці з Леонардом Бучковським зняти півгодинний музичний репортаж, у якому він хотів задокументувати творчість варшавських вуличних музикантів та партизанську творчість під час окупації. За концепцією, цей фільм мав розкривати конфлікт між гітлерівською піснею Ein Heller und ein Batzen (відомою під хибною назвою Heili-Heilo) та польськими творами окупаційного періоду. Першою піснею мала бути Dnia pierwszego września roku pamiętnego, в якій співається про капітуляцію 1939 року, останньою — Serce w plecaku, яку виконували польські солдати у відвойованій столиці. Канва фільму містила елементи художнього сюжету: історію пісень мав розповідати їх збирач, який прийшов до кіноательє, в якому збиралася антинімецька музична вулична творчість. За планом, інших окремих героїв не було, а виконавцями творів мали стати численні та різноманітні мешканці столиці, завдяки чому глядач переконався б у тому, що варшавські пісні були поширеною зброєю проти окупантів.
У вересні 1945 року почався пошук людей, які під час війни виконували антинімецькі та партизанські пісні; за допомогою оголошень їх запрошували у «Film Polski». Також шукали тих, хто мав записані тексти таких пісень і просили їх передати. Старський і Бучковський також намагалися знайти когось, хто б сам виконував антинімецькі пісні чи знав таких виконавців, за допомогою розпитування людей на варшавських базарах.
Від кінця цього місяця в ательє студії «Film Polski» в Лодзі вже реєструвалися перші виконавці та їх твори. Певною проблемою була необхідність визначення ймовірних довоєнних авторів пісень і погодження з ними питань щодо авторських прав, тим паче, що з'явилися численні шахраї, котрі приписували собі авторство тих чи інших творів і домагалися, аби їм заплатили за використання пісень у фільмі. Старський і Бучковський зустрічалися з ними всіма і намагалися визначити, чи їхні вимоги обґрунтовані. Зрештою таким чином вдалося знайти одного автора: як виявилося, творцем пісні Serce w plecaku був Міхал Зєлінський (хоча раніше можливими авторами називалися Юліан Тувім і Антоній Слонімський). Зєлінському було нескладно довести своє авторство, оскільки пісня перед війною була опублікована в збірці «Wiersze żołnierskie» (укр. Солдатські вірші), яку видав Narodowy Instytut Wydawniczy. Як наслідок, його прізвище фігурує в титрах на початку фільму.
Фільм був знятий на межі 1945 та 1946 років. Усі зйомки відбувалися в Лодзі, де було відтворено тільки трохи варшавських місцевостей просто неба. Ця версія стрічки не була показана перед широкою публікою.

### Перша повнометражна версія
У той час наростала потреба виходу першого після Другої світової війни польського художнього фільму — публіка вимагала польської повнометражної продукції. З того, що такий фільм все не з'являвся, жартували Szpilki та кабаре. Робота над проектами, у яких були шанси стати такою стрічкою (фільм про Корчака за сценарієм Старського, Варшавський Робінзон Єжи Анджеєвського і Чеслава Мілоша чи Дві години Еви Шельбурґ-Зарембіни і Яна Марчіна Шанцера) затримувалася через низку проблем. Внаслідок цього було прийнято рішення переробити «Заборонені пісеньки» на повнометражний продукт; тим паче, творці зібрали таку кількість матеріалу, яка значно перевищувала середній метраж. За словами Пьотра Сьмяловського (пол. Piotr Śmiałowski), це рішення було прийнято 4 грудня 1946 року на зустрічі міністра інформації Фелікса Віди-Вірського з колективом, який працював над «Забороненими пісеньками» (саме тоді знімалася сцена з піснею про вересневу поразку); ця зустріч відбулася під час відкриття кіноательє в Лодзі. За словами Едварда Заїчека, переробити «Заборонені пісеньки» на повнометражну стрічку було вирішено під час їх передпрокатного перегляду комісією.
Людвік Старський почав редагувати сценарій. Ця робота тривала три тижні. Він додав нових персонажів і епізоди з їх життя, пов'язані піснями.
Зйомки художньої повнометражної версії «Заборонених пісеньок» розпочались у травні 1946 року. Більша частина стрічки фільмувалася в Лодзі. На Лонковій вулиці було реконструйовано варшавські вулиці (Бодуена, Ясна і Шпітальна; всі вони розташовані неподалік Дому братів Яблковських). В середині липня знімальна група виїхала до Варшави, де відбулися зйомки просто неба (зокрема вхід німецьких солдатів до Варшави і бої в Старому місті).
Під час зйомок відбулося кілька інцидентів. Один із них трапився під час зйомок боїв у Старому місті (події сюжету відбувалися в 1944 році): актор Єжи Душинський випадково підстрелив помічника оператора (в ті часи холості набої ще не використовувалися). Інші інциденти відбулися під час зйомок сцен в трамваї: пасажири, бачачи акторів у німецькій формі, сприймали їх за справжніх солдатів Вермахту і реагували агресивно. Сильні емоції у перехожих викликали також зйомки вуличного маршу співаючих гітлерівських солдатів: люди не помічали знімальної групи і не розуміли, що бачать інсценізацію.
Через те, що польське кіновиробництво лише відновлювалося після війни, у фільму була низка організаційних проблем. До прикладу, не вистачало кіноплівки, яку творці були змушені купувати з різних (в тому числі випадкових і нелегальних) джерел, внаслідок чого оператор мав робити проби на кожній бобіні плівки, аби переконатися, що вони всі мають однакові фотопараметри. Костюмів теж не вистачало, тому акторки мусили зніматися у власному одязі. Проблемою була і відсутність досвіду в знімальної групи: більшість технічних працівників навчалися роботі безпосередньо на зйомках, інші повернулися до праці після багаторічної перерви, викликаної війною. Творцям заважали і обмеження апаратури: не було переносних приладів (зокрема генераторів та звукової апаратури), отже, відтворювати вулиці Варшави довелося в безпосередній близькості до кіностудії в Лодзі. Бракувало й апаратури, яка б записувала звук на окрему плівку, тому пісні були записані раніше і відтворювалися під час зйомок, а актори виконували їх під фонограму. Весь комплект звуків реєструвався камерою, яку для зменшення шумів загорнули в ковдру. Лише під кінець роботи зі Швеції прийшла звукозаписувальна апаратура. Ще однією проблемою була нестача кінокамер: знімальна група мала їх тільки дві. Одну німу камеру знайшли в Кракові в садибі Ганса Франка, а іншу, сорокакілограмову, але з можливістю звукозапису, кінокоманда Війська Польського дістала в Німеччині.
В процесі виробництва фільму з'являлися різні сумніви ідеологічного характеру, пов'язані з посланням фільму. Аліна Мадей (пол. Alina Madej) припускає, що, враховуючи ці сумніви, єдиним приводом, чому від закінчення «Заборонених пісеньок» не відмовилися, було те, що фільм вже інтенсивно рекламувався, на нього чекала публіка і тому треба було довести справу до кінця.
У серпні 1946 року зйомки було завершено і стрічку відправлено на монтаж. Реалізація фільму коштувала 624,1 тисяч злотих. Довжина версії склала 3030 метрів.
Прем'єра відбулася 8 січня 1947 року в Варшаві в кінотеатрі «Palladium» (наступного дня фільм було показано також у кінотеатрах «Polonia», «Atlantic» і «Stylowe»). Як писав «Express Wieczorny», глядачі стояли біля кас ще до обіду. Серед очікуючих із нетерпінням людей відбулася низка бійок, нищилися кінотеатри і сусідні приміщення, через що кінотеатри, в яких показували «Заборонені пісеньки», взяла під охорону міліція і дружинники. За спогадами Людвіка Старського, публіка на прем'єрі плакала від розчулення. У Варшаві фільм демонструвався до середини лютого.

### Друга повнометражна версія
Попри значний успіх у глядачів, на «Заборонені пісеньки» посипались численні негативні рецензії з боку критиків. Фільмові закидали пом'якшення злочинів гітлерівців і недостатню передачу жахіть часів окупації, підкреслення ролі польських зрадників, недостатню демонстрацію страждань польського народу та дешевизну. Під навалою критики на вимогу Міністерства інформації та пропаганди фільм після кількох місяців було знято з показу. Комісія з питань фільмів (пол. Komisja ds. Filmu), що діяла при Польській робітничій партії, відправила стрічку на переробку. В результаті з первинної версії було вирізано практично третину фільму — близько 800 метрів (26 хвилин), а дознято 850. Головна зміна стосувалася сюжетної канви: в першій версії адресатами історії, яку розказував головний герой, були працівники кіностудії, а в другій герой розповідав про окупацію й пісні своєму другові-солдатові, репатріантові з Англії, який не мав поняття про місцеві окупаційні реалії. Також було додано сцени, які демонстрували б жорстокість німців. Частину сцен зміненої версії фільмували асистенти Бучковського: Єжи Кавалерович та Казімєж Шейбал.
Прем'єра зміненої версії відбулася 2 листопада 1948 року в кінотеатрі «Atlantic». Друга версія фільму мала довжину 3000 метрів. Як писав журналіст газети «Życie Warszawy», фільм виявився популярним і цього разу: в перший день після повернення стрічки на екрани глядачі приходили в кінотеатри у такій кількості, що була потрібна охорона міліції. В наступні дні перед кінотеатрами стояли довгі черги.

## Сюжет

### Сюжетна лінія

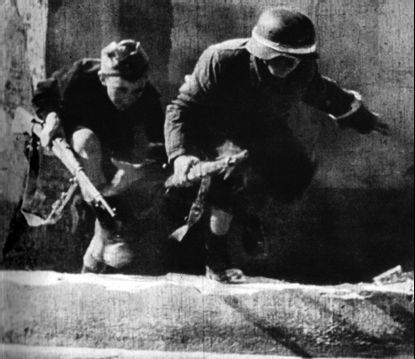
Сцена з фільму

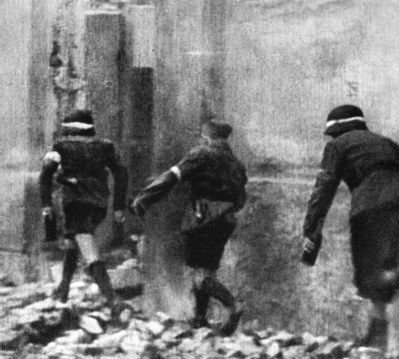
Сцена з фільму

Дія фільму відбувається від вересня 1939 року до визволення Варшави в 1945 році. Музикант Роман Токарський розповідає історію німецької окупації у Варшаві. У першій художній версії фільму його співбесідниками були працівники кіностудії, в якій збиралися антинімецькі та партизанські пісні. В другій версії історія розповідалась другові Токарського, репатріантові з Англії, котрий не надто добре орієнтувався в тому, як виглядало життя столиці Польщі під час війни.
Під час окупації Роман грав у вуличному оркестрі, де виконувалась Варшав'янка. Також він разом із сестрою був членом підпільної організації, брав участь в збройних партизанських операціях та у Варшавському повстанні. Окрім головної сюжетної лінії, показані також епізоди з життя окупованої Варшави, пов'язані з вуличними співаками, євреєм, що переховується, молодою фольксдойче. Усі епізоди пов'язані піснями.

### Відмінності між повнометражними версіями
Зміни, зроблені в другій повнометражній версії фільму, в першу чергу стосуються сюжетної лінії. Головний герой розповідає про пережите не в кіноательє, а у власному помешканні, і адресатами його розповіді є не знімальна група, а друзі, серед яких був репатріант з Англії, котрий не знав реалій окупації і внаслідок цього його репліки були не надто доречними.
Окрім того, до другої повнометражної версії були внесені такі зміни:
- молодий співак із трамваю після доносу Марії Кендзьорек (розповіла німецькому офіцерові, про що пісня) не втікає (офіцер, який кричить ламаною польською мовою, що розуміє сенс пісні, викликає сміх), а його застрелюють;
- краще обґрунтовано вирок колаборантці Марії Кендзьорек, а також не показана сама сцена виконання вироку;
- додано епізод вуличної облави;
- додано сцену спорудження барикади під час Варшавського повстання;
- додано сцену передачі зброї через зв'язкову;
- збільшено акцент на визвольній ролі Червоної Армії за допомогою додання документальних кадрів звільнення Варшави;
- додано сцену, в якій гестапівець б'є жінку батогом під час обшуку помешкання;
- додано сцени з транзитного табору в Прушкуві[pl];
- вилучено пісню Lecą liście z drzewa за надмірний песимізм.

## Акторський склад
Деякі виконавці, які прийшли на студію у «Film Polski» зі своїм репертуаром часів окупації, отримали в фільмі невеликі ролі. Професійні актори, що зіграли в «Заборонених пісеньках», переважно були з театрів — варшавських, лодзьких та з краківського Старого театру. Завдяки ролям у стрічці Бучковського і Старського вони стали першими зірками повоєнного польського кінематографу. Ще до завершення зйомок фільму Данута Шафлярська, яка грала головну жіночу роль, з'явилася на обгортці першого випуску часопису «Film». У тому ж номері вийшло інтерв'ю з акторкою, яке взяв Збіґнєв Пітера (увесь наклад номера розкупили).
Деяких німецьких солдатів зіграли справжні військовополонені.
Актори, що зіграли в фільмі:
- Данута Шафлярська — Галіна Токарська
- Єжи Душинський — Роман Токарський
- Ян Свідерський[pl] — Ришард
- Яніна Орденжанка — матір Галіни і Романа
- Ян Курнакович — Цєсляк
- Станіслав Лапінський — музикант
- Зоф'я Ямри — Марія Кендзьорек
- Константи Понґовський[pl] — наглядач
- Юзеф Малішевський[pl] — керівник кіновиробництва
- Ганка Бєліцька — вулична співачка
- Аліна Яновська — вулична співачка
- Зоф'я Мрозовська[pl] — вулична співачка
- Леон Пєтрашкєвіч[pl] — вуличний співак
- Чеслав Пясковський[pl] — вуличний співак
- Станіслава Пясецька (пол. Stanisława Piasecka) — співачка з потяга
- Броніслав Дарський[pl] — співак із потяга
- Гелена Пухнєвська (пол. Helena Puchniewska) — жінка з копченею з потяга
- Людвік Татарський (пол. Ludwik Tatarski) — гестапівець Ганс
- Казімєж Віхняж — гестапівець
- Ярослав Скульський[pl] — гестапівець
- Едвард Дзєвоньський — гестапівець
- Генрик Швайцер[pl] — єврей, що переховується
- Фелікс Жуковський — Юрек
- Генрик Моджевський[pl] — знайомий Цєсляка
- Генрик Боровський[pl] — виконавець вироку
- Стефан Срюдка[pl] — виконавець вироку
- Ігор Смяловський[pl] — гітлерівець
- Здзіслав Любельський[pl] — пасажир потяга
- Артур Млодніцький[pl] — німецький офіцер
- Адам Міколаєвський — залізничник
- Марія Бєліцька[pl] — декламаторка
- Болеслав Болковський (пол. Bolesław Bolkowski) — гранатовий поліцай
- Яніна Драчевська (пол. Janina Draczewska) — продавчиня у кіоску
- Анджей Лапіцький[pl] — конспіратор
- Ванда Якубінська[pl] — жінка в Прушкуві
- Казімєж Деюновіч[pl] — біженець з Варшави
- Мар'ян Домбровський (пол. Marian Dąbrowski) — біженець з Варшави
- Вітольд Садовий[pl] — застрелений підпільниками скрипаль-колаборант

## Пісні
На оголошеннях, в яких авторів та колекціонерів антинімецьких пісень просили вийти на контакт, писалося:

| заборонена пісня, написана з незграбними римами, часто виявлялася переможним конкурентом пропагандистського гарчання збожеволілого гучномовця Геббельса. Оригінальний текст (пол.) zabroniona piosenka, przybrana w niezgrabne rymy, była często zwycięskim konkurentem propagandowych ryków oszalałej tuby Goebbelsa[29] |
Автори стрічки запланували, аби її драматургія базувалася на конфлікті між гітлерівськими Heili-Heilo чи тактами з Deutschland, Deutschland, über alles та польськими вуличними і партизанськими піснями. Використання пісень як матеріалу для сюжету фільму змусило Бучковського підлаштовувати монтаж під музику на рівні, якого раніше не було в польському кінематографі. В «Заборонених пісеньках» монтаж може або підкреслювати гармонію відеоряду та музики, або грати на їх контрапунктному зіставленні.
Загалом у стрічці використано 14 пісень. Майже всі вони базуються на автентичних творах вуличних співаків та дворових оркестрів, які було записано після подачі оголошення про пошук таких пісень. Винятками є тільки написана Людвіком Старським на мелодію Містечка Белз пісня Warszawo ma та Lecą liście z drzewa Вінцента Поля. Пісні йдуть у хронологічному порядку. Кожній присвячено окремий епізод, а всі вони разом переповідають історію окупації. Частково пісні виконувалися справжніми вуличними співаками, а частково акторами.
Серед творів, що виконуються у фільмі, є: Serce w plecaku Міхала Зєлінського, Lecą liście z drzewa Вінцента Поля, Warszawo ma Людвіка Старського, Dnia pierwszego września roku pamiętnego, Gdy w noc wrześniową północ wybiła, Siekiera, motyka, piłka, szklanka, Czerwone jabłuszko, Teraz jest wojna, kto handluje, ten żyje, Rozszumiały się wierzby płaczące та Oj bida, bida.
Опрацьовані Романом Палестером пісні завдяки продуманій обережній стилізації (навмисні мовні помилки, прості рими, «варшавський» говір та елементи місцевого колориту) звучать автентично і дозволяють передати атмосферу фольклору великого міста.
Пісні, що з'явились у стрічці, набули завдяки цьому нової популярності. У статті, опублікованій у журналі «Film» (11/1947) писалося, що після прем'єри «Заборонених пісеньок» твори з фільму охоче співали на вулицях та в кнайпах (і не тільки пропольські: автор статті наводить випадок, коли п'яні гульвіси співали гітлерівське Heili-Heilo). Через роки ця популярність повернулась: багато використаних у фільмі пісень зі зміненим текстом співалися під час воєнного стану.

## Сприйняття
Перша повнометражна версія стрічки мала шалений успіх у глядачів: блискавично розкуповувалися квитки; у кінотеатрах спалахували сварки між нетерплячими глядачами, що прагнули дістати квиток; пісні, використані у фільмі, стали популярними. Але реакція критики не була настільки схвальною. Перші рецензії загалом були позитивними: Збіґнєв Пітера («Film», 11/1947) хвалив «Заборонені пісеньки» за здійснення очікувань щодо першого польського фільму, але зазначав, що епізодична формула фільму шкодить його драматургічній цілісності та впливає на ескізне сприйняття героїв; однак, на його думку, це не було для стрічки катастрофою: уява глядача могла заповнити можливі пробіли. Мар'ян Промінський в тижневику «Odrodzenie» (5/1947) також звертав увагу на ескізність фільму, а також на спрощення картини окупації. Однак цей рецензент хвалив «Заборонені пісеньки» за уникнення брутальності, гумор та відповідність сентиментальним потребам поляків. Єжи Кліма (пол. Jerzy B. Klima, «Kurier Polski» за 27 січня 1947 року) та Мєчислав Дробнер («Film», 11/1947) хвалили музичну складову фільму, яка, на їх думку, чудово реагувала на емоції глядачів. Ялю Курек в газеті «Dziennik Polski» хвалив ідею фільму, а в газеті «Ziemia Pomorska» стрічку похвалили за досконалу передачу реалій окупованої Варшави. Критики також зазвичай хвалили акторів та сценографію.
Дуже погано на фільм відреагував тижневик «Kuźnica»: її редакція організувала в лодзькому «Піквікському клубі» дискусію про «Заборонені пісеньки», під час якої стрічці закидали, серед іншого, звужену перспективу окупації, лаяли сцену з вироком фольксдойче (яка, на їх думку, була слабко обґрунтована) та невідповідність окупаційним реаліям. Генрик Шлетинський, котрий брав участь в дискусії, заперечив наявність у фільму художньої цінності та звинуватив його в розбещенні смаків публіки. На шпальтах цього ж тижневика (4/1947) вийшов також текст Адама Важика, який висував щодо стрічки численні зауваження. Частково ганьбив її за артистичні недоліки, які, на думку Важика, стали наслідком спонтанного подовження короткого за задумом документального фільму до повнометражного формату; цими недоліками він вважав епізодичність, слабку пов'язаність подій, потурання дешевим смакам публіки, а також наближення облич та розташування в кадрі окремих силуетів акторів. Решта його звинувачень стосувалися ідеї фільму: недостачі історичної конкретики та фальшування окупаційних реалій. Важик писав, що за убогість стрічки значною мірою було відповідальне перенасичення знімальної групи довоєнними звичками. Після рецензії Важика на «Заборонені пісеньки» посипалися негативні оцінки: за прикладом Важика фільмові закидали дешевий сентименталізм і заміну справжньої окупаційної небезпеки безтурботною атмосферою (Збіґнєв Юркевич, пол. Zbigniew Jurkiewicz, «Pokolenie» 2/1947), а також солодкуватість, кіч і намагання викликати легкі емоції, які не дозволяють об'єктивно помітити недоліки стрічки (Єжи Вишомірський, пол. Jerzy Wyszomirski, «Dziennik Łódzki» 15/1947, Єжи Вальдорфф, «Przekrój» 94/1947). Крім того, Вальдорфф поставився до «Заборонених пісеньок» як до доказу того, що, можливо, «Film Polski» як установа не здатен виконувати поставлені перед ним завдання. В пресі почали з'являтися коментарі (в редакційних статтях та листах читачів) зі звинуваченнями фільму в антипольських акцентах, публікувалися й заклики не показувати цієї стрічки за кордоном. «Trybuna Robotnicza» (1 лютого 1947 року), критикуючи фільм, посилалася на обурення, яке вона викликає у колишніх в'язнів нацистських концтаборів (однак не згадувалися ні конкретні в'язні, ні те, де і як вони висловлювали своє обурення).
Друга версія фільму теж була дуже популярною серед глядачів. З'явилися й позитивні відгуки критиків: «Głos Robotniczy» (13 листопада 1948 року) хвалив зроблену переробку, а Богдан Бжезінський в газеті «Dziennik Polski» (287/1948) із задоволенням стверджував, що критика допомогла фільмові, оскільки завдяки цьому до нього було додано цікаві сюжетні ходи і тепер його можна сміливо показувати за кордоном. Вистачало і критичних голосів: Єжи Плажевський («Odrodzenie», 1948, № 47) закидав стрічці банальність і несерйозність, а Єжи Тепліц («Film», 1948, № 7) лаяв контраст між амбітними планами і убогістю сюжету.
Попри закиди критики, «Заборонені пісеньки» надалі були популярними: протягом перших трьох років їх переглянуло близько 10,8 мільйонів осіб, тобто удвічі більше, ніж середня кількість глядачів на фільм. Протягом наступних років стрічку було показано в СРСР, Болгарії, Чехословаччині, Угорщині (1949), Ізраїлі (1950), Румунії, Албанії, США (1951), Фінляндії (1952), Ірані (1953), Нідерландах та Канаді (1954).
«Заборонені пісеньки» переглядали й опісля: до початку XXI століття загальна кількість глядачів склала близько 15 мільйонів осіб. Стрічка посіла третє місце в категорії «драма» в голосуванні за найкращий польський фільм, який проводили «Gazeta Wyborcza» і тижневик «Antena». В опитуванні, що проводилося у 2009 році для тижневика «Newsweek Polska» щодо найкращого польського фільму чи серіалу на військову тематику, «Заборонені пісеньки» опинилися на шостому місці (за них віддали свої голоси 4,4 % респондентів). Стрічка опинилася і серед найвизначніших польських фільмів, обраних в опитуванні часопису «Kwartalnik Filmowy», що проводилося з нагоди століття кінематографу серед 72 творців фільмів та кінознавців.
Яцек Фуксєвич стверджує, що своїм багаторічним успіхом «Заборонені пісеньки» завдячують оптимізмові та гуморові, а також тому, що стрічка показала польське суспільство як таке, що зуміло зберегти внутрішню незалежність навіть в умовах гітлерівської окупації. Божена Яніцька (пол. Bożena Janicka) пояснює популярність фільму тим, що він виконує функцію підкріплення сердець. Малґожата Гендриковська зазначає, що після років воєнної жорстокості фільм міг виконувати катарсичну функцію і, завдяки демонстрації поляків як відважних та спритних, здатних ошукати окупанта, викликати у глядачів відчуття гордості та задоволення.